# Mario Acampa
Mario Acampa (Turijn, 21 februari 1987) is een Italiaanse presentator.

## Biografie
Mario Acampa werd geboren op 21 februari 1987 in Turijn. Hij presenteerde twee seizoenen lang het kinderprogramma Ma che bel castello op Rai Yoyo. Vervolgens presenteerde hij twee seizoenen het televisieprogramma La TV Ribelle op Rai Gulp, samen met zijn collega Benedetta Mazza, tussen 2012 en 2014. Daarna heeft hij het Junior Eurovisie Songfestival gecommentarieerd: op Rai Gulp, in 2017 met Laura Carusino, in 2018 met Federica Carta, in 2019 met Alexia Rizzardi en in 2021 met Marta Viola en Giorgia Boni, terwijl hij in 2022 op Rai 1 wordt vergezeld door Francesca Fialdini, Rosanna Vaudetti en Gigliola Cinquetti.
Vanaf 20 april 2020 presenteert hij La Banda dei FuoriClasse, een programma dat is ontstaan om studenten te ondersteunen tijdens de coronapandemie, waarvoor drie edities zijn geproduceerd.
Op 25 januari 2022 presenteerde hij samen met Carolina Di Domenico de loting van de startvolgorde van het Eurovisiesongfestival 2022. Tijdens het evenement presenteerde hij samen met Laura Carusino en Carolina Di Domenico ook de 'Tappeto turchese' en de persconferenties van de finalisten.
Op 11 mei 2024 kondigde hij de punten aan van de Italiaanse jury tijdens de finale van het Eurovisiesongfestival 2024.